# ROKS火炎放射器
ROKS火炎放射器（ROKSかえんほうしゃき）とは、第二次世界大戦中にソビエト連邦にて開発された携帯型火炎放射器の総称である。

## 概要
形状はランドセル型の燃料タンクの下に燃料放射用の小型窒素充填タンクが取り付けられており、タンク部分には被弾防止用に鉄製ガードが取り付けられている。ただし後に簡略化され開発された後継のROKS-3では鉄製ガードは廃止され、燃料タンクも円筒形の物に変更されている。燃料への点火方法には当時各国の火炎放射器が採用していた電熱式発火ではなく、寒冷地でも即座に着火が出来るように空砲点火が採用された。
空砲弾薬にはTT-33拳銃などで使用されていた7.62x25mmトカレフ弾を利用し、ROKS火炎放射器の特徴でもある小銃型の発射装置で火炎を放射した。
搭載燃料はROKS-1及びROKS-2ともに約9リットルの混合燃料を搭載、射程は25ｍから最大45ｍまでの発射が可能で10回までの空砲点火が可能だった。

## 実戦
ソビエト連邦にて1930年に試作型のROKS-1を開発。後に改良を重ねたROKS-2が1935年に開発され、特にROKS-2は独ソ戦中の1943年のクルスクの戦いで近距離戦にて活躍している。
1942年にはROKS-2の内部構造を簡略化し量産性を高めたROKS-3が開発され、ドイツ国防軍を相手に終戦まで使用している。
戦後ROKS-3は、1950年に開発されたLPO-50火炎放射器に置き換えられるまでソ連軍に使用され、余剰となった一部のROKS-3は朝鮮戦争にて朝鮮人民軍に供給されている。

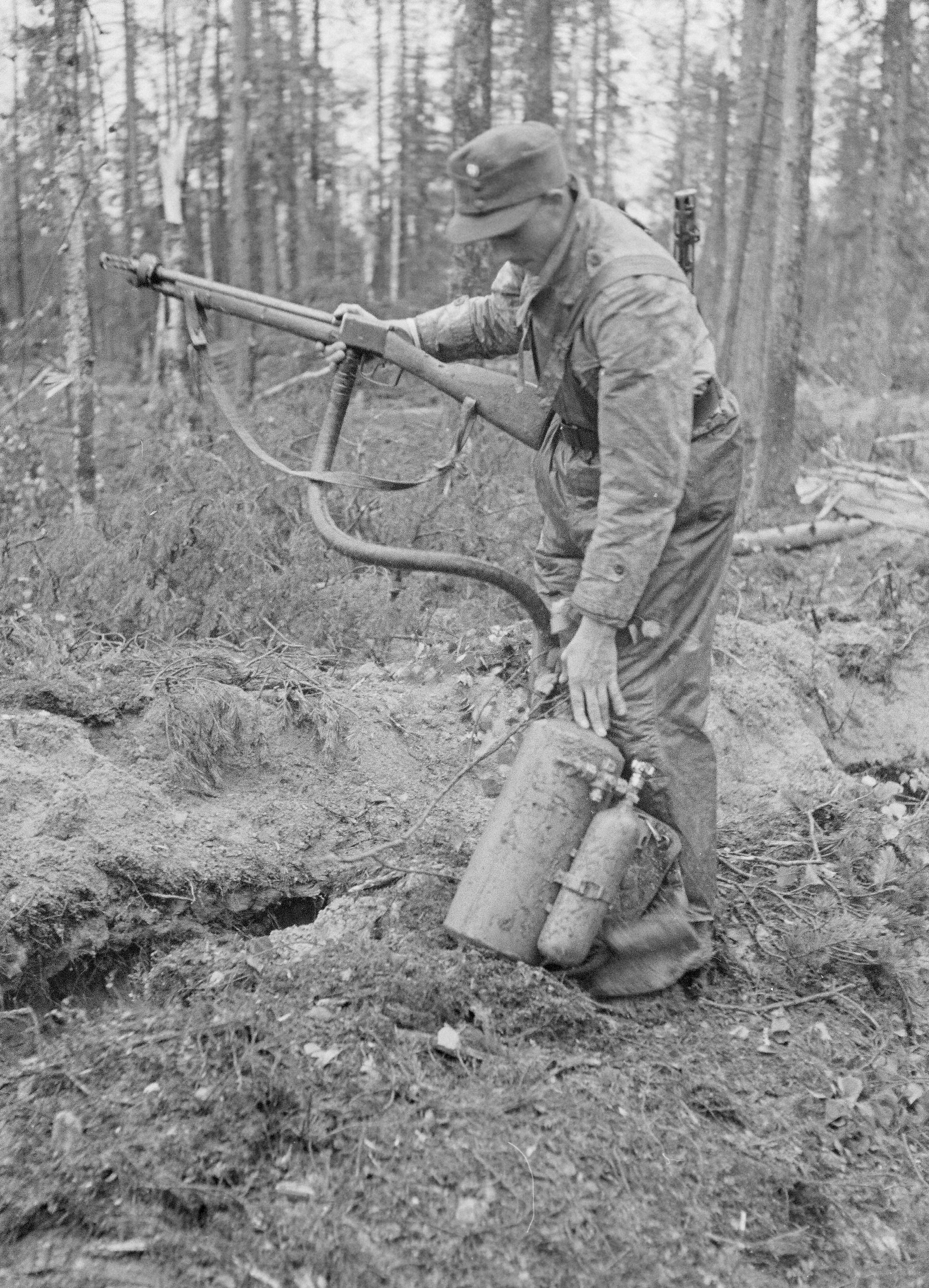
フィンランド軍によって鹵獲されたROKS-3火炎放射器

## バリエーション
ROKS-1
1930年に開発された試作型

ROKS-2
1935年にROKS-1を改良し採用されたタイプ。ランドセル型の燃料タンクに被弾防止用のガードが取り付けられていた。

ROKS-3
1942年に開発されたROKS-2の簡易量産型タイプ。燃料タンクが従来のランドセル型から円筒形に変更され、防弾用のガードも廃止された。

liekinheitin M / 41-r
継続戦争にてフィンランド軍に鹵獲されたROKS-2及びROKS-3の名称